# 2025年亞洲冬季運動會卡達代表團
2025年亞洲冬季運動會卡達代表團是卡達所派出的2025亞冬運代表團。卡達派出15名運動員參加4個項目。冰壺運動員穆罕默德·阿爾納米（Mohammed Alnaimi）和薩拉·卡特（Sara Al-Qaet）擔任該國開幕式旗手。
最終該國未贏得任何一面獎牌。